# Isla Changzhou
La isla Changzhou (en chino tradicional, 長洲島; en chino simplificado, 长洲岛; pinyin, Chángzhōu Dǎo) también llamada «isla de Danes» por los occidentales, es una isla localizada en la desembocadura del río Perla, al este de la ciudad de Cantón, en el  distrito de Huangpu. Tiene unos 11,5 km², de los cuales la superficie terrestre es de 8,5 km². Su parte occidental está unida a la Universidad de la ciudad de Cantón por un puente. Muchas reliquias culturales y lugares de interés, como la famosa Academia Militar de Whampoa, una antigua escuela militar establecida por el Dr. Sun Yat-sen, se encuentran allí.